# Мајкл О. Рабин
Мајкл Озер Рабин (хебр. מִיכָאֵל אֹשֶׁר רַבִּין, енгл. Michael Oser Rabin; Вроцлав, 1. септембар 1931) је израелски научник, добитник Тјурингове награде за свој допринос на пољу теорије аутомата.
Године 1975. је изменио Гери Милеров тест и осислио Милер-Рабинов тест, алгоритам који веома брзо и са малом вероватноћом грешке проверава да ли је неки број прост. Алгоритми за брзо одређивање простих бројева су од суштинског значаја за реализацију многих алгоритама у асиметричној криптографији.